# Квон Чхан Сук
Квон Чхан Сук (кор. 권창숙; род. 4 мая 1971) — южнокорейская хоккеистка на траве, полевой игрок. Серебряный призёр летних Олимпийских игр 1996 года, участница летних Олимпийских игр 1992 года, бронзовый призёр чемпионата мира 1990 года, двукратная чемпионка летних Азиатских игр 1990 и 1994 годов.

## Биография
Квон Чхан Сук родилась 4 мая 1971 года.
Играла в хоккей на траве за «Чунан Сити Холл».
В 1989 году в составе женской сборной Южной Кореи завоевала золото Трофея чемпионов во Франкфурте-на-Майне.
В 1990 году завоевала бронзовую медаль чемпионата мира в Сиднее, забила 1 мяч.
В том же году в составе завоевала золотую медаль летних Азиатских игр в Пекине.
В 1992 году вошла в состав женской сборной Южной Кореи по хоккею на траве на летних Олимпийских играх в Барселоне, занявшей 4-е место. Играла в поле, провела 5 матчей, забила 2 мяча (по одному в ворота сборных Испании и Новой Зеландии).
В 1994 году завоевала золотую медаль летних Азиатских игр в Хиросиме. Участвовала в чемпионате мира в Дублине, где кореянки заняли 5-е место, забила 1 мяч.
В 1995 году завоевала серебряную медаль Трофея чемпионов в Мар-дель-Плате.
В 1996 году вошла в состав женской сборной Южной Кореи по хоккею на траве на летних Олимпийских играх в Атланте и завоевала серебряную медаль. Играла в поле, провела 8 матчей, забила 1 мяч в ворота сборной Великобритании.